# Dehtáře
Dehtáře (en allemand : Deschtar) est une commune du district de Pelhřimov, dans la région de Vysočina, en République tchèque. Sa population s'élevait à 116 habitants en 2020.

## Géographie
Dehtáře se trouve à 8 km au nord-nord-est de Pelhřimov, à 25 km à l'ouest-nord-ouest de Jihlava à 90 km au sud-est de Prague.
La commune est limitée par Svépravice au nord-ouest, par Sedlice au nord, par Humpolec au nord-est, par Velký Rybník à l'est, par Chvojnov, un quartier de Pelhřimov, au sud, et par Kojčice au sud-ouest.

## Histoire
La première mention écrite de la localité date de 1379.

## Administration
La commune se compose de quatre quartiers :
- Dehtáře
- Milotice
- Onšovice
- Vadčice